# Історія Русів
Історія Русів чи Малої Росії (рос. Исторія Русовъ, или Малой Россіи) також відома під скороченою назвою Історія Русів (рос. Исторія Русовъ) — історико-політичний трактат, написаний найімовірніше або наприкінці 18-го або на початку 19-го сторіччя російською мовою.
Трактат мав значний вплив на українських інтелектуалів 19-го сторіччя, іноді навіть згадувався як «найважливіша історична праця про Україну кінця XVIII/початку XIX ст.». У трактаті описується розвиток України від найдавніших часів до 1769 року, однак більша частина трактату фокусується саме на описуванні історії козацької Запорозької Січі/Гетьманату.
Українською мовою Історію Русів переклали В'ячеслав Давиденко (1956) та Іван Драч (1991).

## Видання
Перша згадка про «Історію Русів» зустрічається в 1828 році, після знахідки рукопису в бібліотеці міста Грінева. Відтоді нелегальні копії рукопису поширювалися серед українських інтелектуалів того часу. Хоча для декого він був відомий і раніше. Зокрема, уривки з трактату дослівно цитує без посилання на саме джерело Петро Гулак-Артемовський у 1819 році в праці «Дещо про того Гараська».
Однак окремим виданням рукопис трактату було видано лише у 1846 році у Москві Осипом Бодянським, спочатку в журнальному форматі у часописі Читання товариства історії та російських старовинностей (рос. Чтения Общества Истории и Древностей Российских), а згодом також окремим виданням.

## Переклади українською
- Історія русів / Пер з рос.: В'ячеслав Давиденко; редагування та вступна стаття; Олександр Оглоблин. Нью-Йорк: Вісник — ООЧСУ, 1956. — 346 с. (pdf, Ukrainica)

- Історія русів / Пер з рос.: Іван Драч; передмова: Валерій Шевчук. Київ: Радянський письменник. 1991. — 318 с. — ISBN 5-333-01085-4.
  - (передрук)Історія русів / Пер з рос.: Іван Драч; малюнки: О. Штанко; передмова: Валерій Шевчук. — Київ: Веселка, 2001. — 365 с. — ISBN 966-01-0193-7. — (Історична бібліотека для дітей «Золоті ворота»).
  - (передрук) Історія русів / Пер з рос.: Іван Драч; малюнки: О. Штанко; передмова: Валерій Шевчук. — Київ: Веселка, 2003. — 2-ге вид. — 365 с. — ISBN 966-01-0212-7. — (Історична бібліотека для дітей «Золоті ворота»).

## Структура та вміст
Книга складається з трьох частин:
- Частина I складається з Розділів І — V. Описується історія України від першого гетьмана Лянцкоронського до гетьмана Богдана Хмельницького і походу польського короля Яна II Казимира в Україну;
- Частина II складається з Розділів І — V. Описується історія України від підписання Зборовського трактату і до заслання до Сибіру гетьмана Самойловича;
- Частина III складається з Розділів І — V. Описується історія України від обрання Івана Степановича Мазепи гетьманом України до царювання цариці Катерини II і ліквідації козацтва.

Перша частина трактату фокусується на історії народу України-Руси з найдавніших часів до Татаро-монгольського нашестя. Автор наголошує, що цей народ переселився з Азії від часів Вавилонського змішання мов, став мешкати від гір Рифейських і від моря Каспійського на сході до ріки Вісли й моря Варязького на Заході: і від Чорного моря й ріки Дунаю на півдні до північного океану і Балтійського моря на Півночі.
Друга та третя частини трактату фокусується на історії Козаччини: Хмельниччині, Гетьманщині тощо.

## Теорії про авторство та дату написання
Від часу коли трактат було вперше надруковано у Російській імперії у 1846 році, з'явилася значна кількість припущень щодо авторства та дати написання трактату.
Щодо датування твору, то хронологія датування створення «Історії Русів» коливається в межах 1760—1840-х років, хоча можливо, що автор «Історії Русів» почав писати її ще у 1760-х, але праця мала кілька редакцій, остання з яких і була оприлюднена у рукописному вигляді на початку 1810-х років.
Щодо авторства твору, то існують дуже різні гіпотези. Деякі дослідники, зокрема Олександр Оглоблин, припускали, що автор «Історії Русів» належав до Новгород-Сіверського патріотичного гуртка українських автономістів кінця XVIII століття, члени якого виступали за відновлення незалежності України-Гетьманщини та були пов'язані спільними ідейно-політичними та службовими інтересами з князем Олександром Безбородьком. Інші дослідники, зокрема Михайло Максимович, дотримувалися думки, що автор «Історії Русів» належав до полтавського оточення генерал-губернатора підросійської України князя Миколи Рєпніна-Волконського. Ще інші дослідники, зокрема Сергій Плохій, заперечували гіпотезу Оглоблина та ін. про авторство серед прихильників Новгород-Сіверського патріотичного гуртка та переконували, що автора «Історії Русів» не слід шукати серед відомих постатей колишньої Гетьманщини, а натомість слід звернути увагу на коло політично активних малоросійських поміщиків на землях колишнього Стародубського полку (нині у Брянській області Росії), у яких могли одночасно співіснувати здавалося б непоєднувані ідеології: лояльність до Російської імперії й водночас боротьба за права своєї української нації.
У 1800-х роках, коли трактат почав ширитися у формі манускрипту й зрештою був надрукований у 1846 році, поширювачі Історії Русів намагалися подати його як твір вже покійного у 1800-х роках архієпископа Георгія Кониського, який нібито було складено ним близько 1769 року. Цю версію про авторство Кониського ніхто з українських істориків ніколи серйозно не сприймав, однак за роки з часу появи трактату різні українські історики створили цілу плеяду припущень про авторство Історії Русів, записуючи до автора трактату таких осіб, як: Василь Капніст (автори припущення: Роман Пуйда та Тарас Дишкант), Михайло Полетика (автор припущення: Роман Пуйда), Василь Полетика (автори припущення: Ілько Борщак, Василь Горленко та Андрій Єршов), Григорій Полетика (автори припущення: Микола Василенко, Дмитро Дорошенко, Володимир Іконников та Олександр Лазаревський), Василь та Григорій Полетики (автор припущення: Михайло Грушевський), Василь Каразін (автор припущення: Роман Пуйда), князь Олександр Безбородько (автори припущення: Михайло Возняк, Павло Клепацький, Михайло Слабченко, та Андрій Яковлів), Опанас Лобисевич (автори припущення: Олександр Оглоблин), Василь Лукашевич (автор припущення: Микола Петровський), Опанас Маркович (автори припущення: Олександр Ільїн та Федір Шевченко), князь Микола Рєпнін-Волконський (автори припущення: Михайло Драгоманов), Василь та Іван Ханенки (автори припущення: невідомі), Архип Худорба (автори припущення: невідомі), Андріян Чепа (автор припущення: Мирослав-Любомир Чепа) тощо.

## Вплив на українських інтелектуалів XIX століття

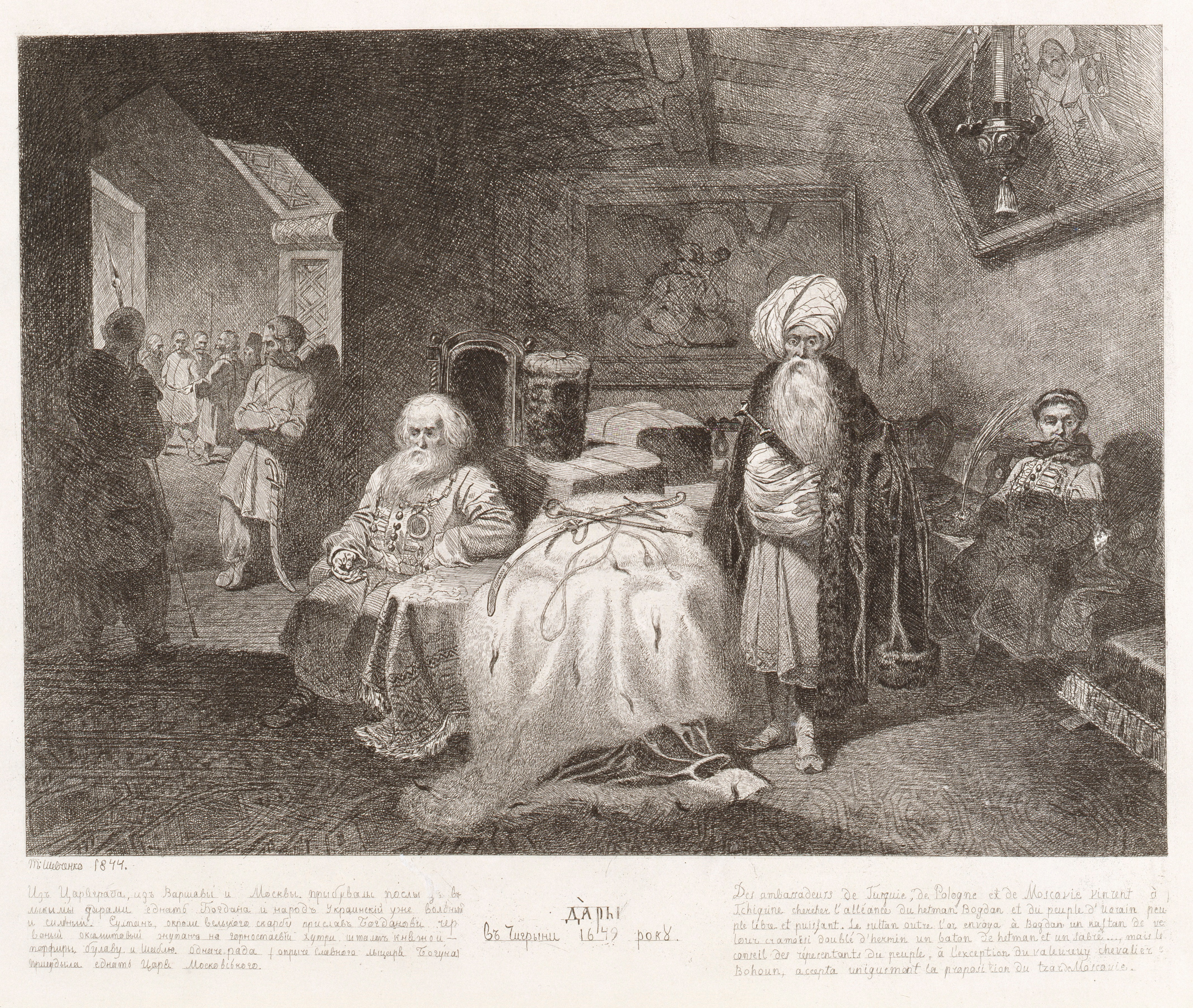
Тарас Шевченко, офорт «Дари в Чигрині 1649 року» (1844)

Ще до друку книжного видання трактату 1846 року, копії рукопису швидко стали нелегально поширюватися серед українських інтелектуалів на початку 1800-х років, зокрема Історія Русів була популярною серед членів Кирило-Мефодіївського братства. Один з членів КМБ, Тарас Шевченко, за однією з версій, надихнувся саме Історією Русів при створенні офорту «Дари в Чигирині 1649 року» у 1844 році.
Від самої появи трактату на початку 1800-х років, царська російська влада вважала цей трактат шкідливим антиросійським твором. Продовжила цю політику і радянська російська влада, яка трактувала твір як «антирадянський».

## Головні ідеї трактату
Різні дослідники бачили різне коріння головної ідеї трактату, однак серед всіх них вирізняться три основні. По-перше, акцентувалася історична відмінність та протистояння між Малоросією (Україною) та Московією (Росією). По-друге, наголошувалася історична тяглість української нації від часів середньовічної Київської Руси й до козацького Гетьманату. По-третє, підкреслювалася рівноправність руської й козацької еліти з польською шляхтою і російським дворянством.